# Не трогай моих чертежей!

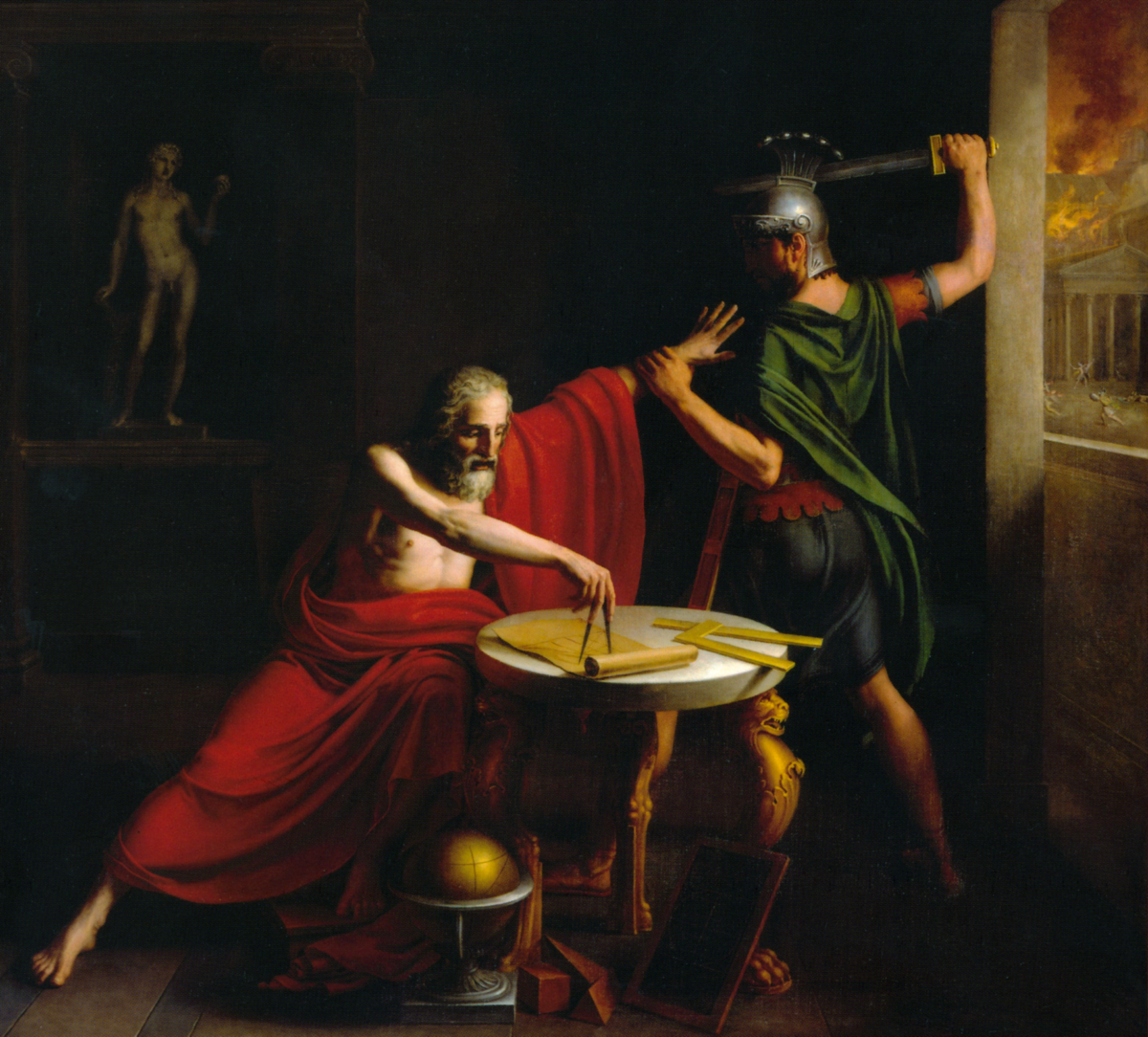
Картина Thomas Degeorge (1815)

Не тро́гай моих чертежей! (варианты: «не трогай моих кругов!», «не прикасайся к моим чертежам!», от лат. Noli turbare circulos meos!) — крылатое выражение, приписываемое Архимеду. Архимед якобы дал этот ответ римскому солдату, который при падении Сиракуз потребовал, чтобы Архимед прервал свою научную работу; за неповиновение Архимед был убит.

## Происхождение
Сохранилось очень мало свидетельств о жизни Архимеда, потому его биографии обросли мифами. Смерть Архимеда от руки римского солдата в 212 году до н. э. также породила легенды. Плутарх в начале нашей эры, наряду с другими версиями, описывает сцену, в которой римлянин приближается к Архимеду, полностью поглощённому размышлениями над диаграммой, и требует, чтобы Архимед проследовал к его командиру, Марцеллу. Архимед просит дать ему время на решение задачи, и раздражённый задержкой римский солдат убивает учёного мечом. Ни Плутарх, ни Ливий, однако, не упоминают последних слов Архимеда.
Впервые фраза, в форме лат. Noli, obsecro, istum disturbare («Пожалуйста, не трогай этого»), появляется у Валерия Максима (I в. н э.) Иоанн Цец (XII в.) приводит фразу по-гречески: «Парень, отойди от моего рисунка». Упоминания о том, что диаграмма была нарисована на песке, также относятся к позднему времени.

## Интерпретация
Фраза типично используется для описания непреодолимой потребности настоящего учёного в продолжении творческой работы вне зависимости от бытовых условий. По выражению Р. Л. Берг, это «апофеоз творческой мысли, непричастной повседневной жизни».
А. Никольский во время блокады Ленинграда зимой 1941 г. нанёс над собранием своих рисунков на потолок подвала Эрмитажа, превращённого в бомбоубежище, латинскую фразу Noli tangere circulos meos! Надпись сохраняется и поныне.